# NGC 2132
NGC 2132 je zvjezdana skupina u zviježđu Slikarskom stalku. 

## Vanjske poveznice
- SEDS: NGC 2132